# Argyrolepidia ceramensis
Argyrolepidia ceramensis là một loài bướm đêm trong họ Noctuidae.